# 铁山垅镇
铁山垅镇，是中华人民共和国江西省赣州市于都县下辖的一个乡镇级行政单位。

## 行政区划
铁山垅镇下辖以下地区：
丰田社区、大岭社区、铁山社区、丰田村、畔田村、河迳村、林丰村、大富脑村、大庄村、大布村和中坑村。